# سوفي مانرهايم

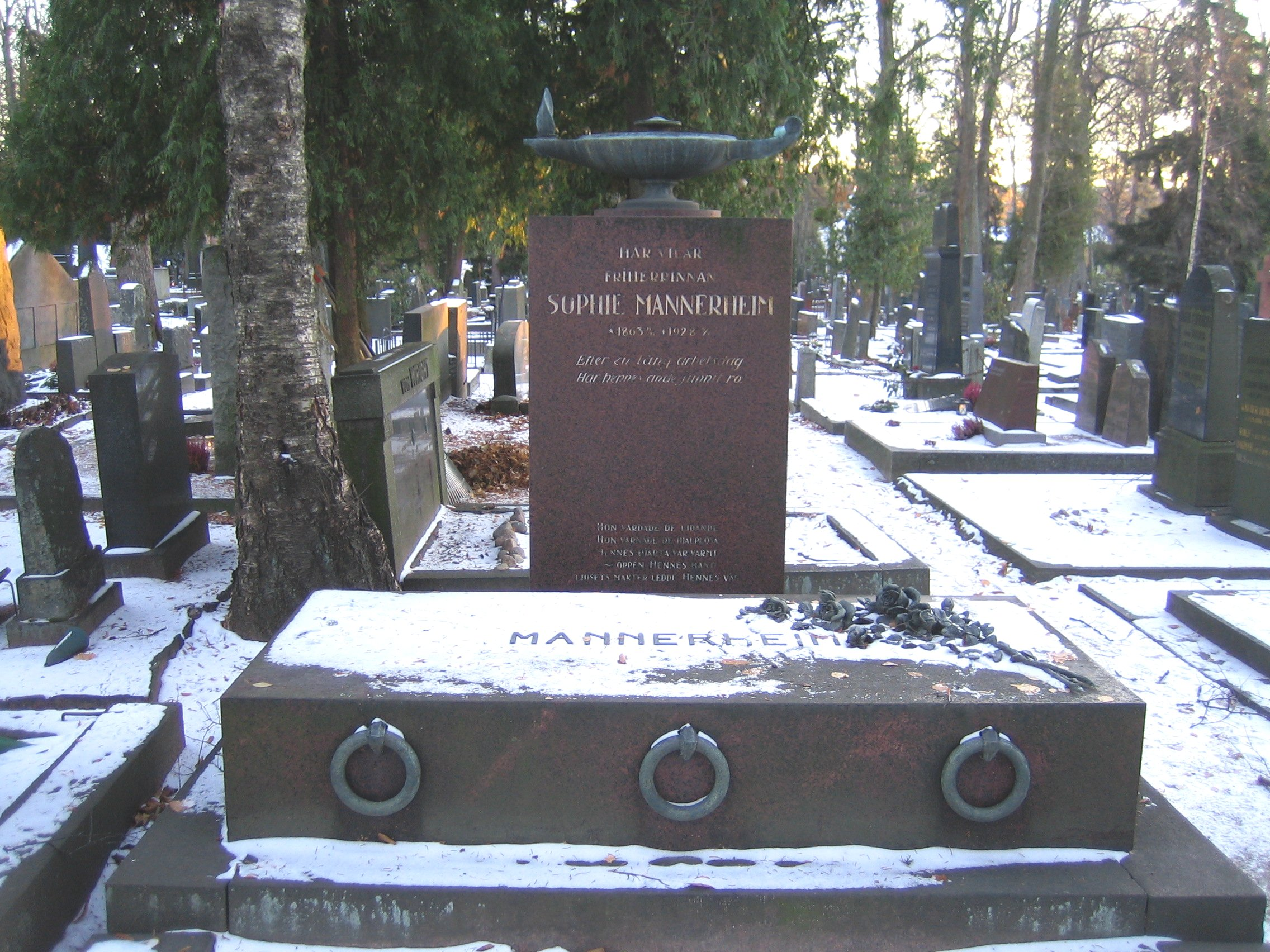
قبر صوفي مانرهايم في مقبرة هييتانييمي في هلسنكي، فنلندا.

البارونة سوفي مانرهايم (Sophie Mannerheim؛ هلسنكي، 21 ديسمبر 1863 - 9 يناير 1928) ممرضة شهيرة معروف باسم رائدة التمريض الحديث في فنلندا. ابنة كونت وأخت الرئيس الفنلندي السابق المارشال كارل غوستاف إميل مانرهايم. بدأت حياتها المهنية موظفةً ببنك لمدة 6 سنوات حتى زواجها في عام 1896. بعد طلاقها في عام 1902 تم تدربت على التمريض في مدرسة نايتنغيل في مستشفى سانت توماس بلندن. بعودتها تم تعيينها رئيسة للممرضات في مستشفى هلسنكي جراحي وانتخبت لاحقاً رئيسة لرابطة ممرضات الفنلندية وظلت كذلك لمدة 24 عاماً. ونتيجة لمشاركتها الدولية انتخب رئيسة للمجلس الدولي للممرضات. أسست صوفي مانرهايم مع الدكتور أرفو أولبو مستشفى لاستنلينا (Lastenlinna) في هلسنكي، وكذلك رابطة مانرهايم لرعاية الطفل.